# Holoenzima DNA polimerase III
A holoenzima DNA polimerase III é o principal complexo enzimático envolvido na replicação do DNA em procariotas.
É um dos componentes do replissoma.